# 신의 퀴즈 3
《신의 퀴즈 3》는 OCN에서 2012년 5월 20일부터 2012년 8월 12일까지 방영된 메디컬 범죄 수사극이다.

## 등장 인물

### 주요 인물
- 류덕환 : 한진우(27세) 역 - 한국대 법의관 사무소 촉탁의
- 안내상 : 배태식(42세) 역 - 경찰청 특수수사계 형사
- 최정우 : 장규태(56세) 역 - 한국대병원 센터장
- 박준면 : 조영실(42세) 역 - 한국대 법의관 사무소 소장
- 김대진 : 김성도(37세) 역 - 한국대 법의관 사무소 부검의
- 박희본 : 이란(20대 후반) 역 - 경찰청 특수수사계 형사
- 한서진 : 유소이(27세) 역 - 한국대 법의관 사무소 신참 부검의

### 그 외 인물
- 이택진
- 옥광민 : 한국대 법의관 사무소 연구원 역
- 윤주빈
- 김형진
- 김요란
- 황도원
- 이태훈
- 오태경 : 최규석 역
- 이맑음 : 정서은 역 - 최규석의 애인, 피해자
- 문지영 : 홍미경 역 - 정서은의 친한 언니
- 김봉수
- 양창완 : 정서은의 사건 담당 경찰 역
- 홍석영
- 송준영
- 정병훈
- 유지현
- 허승
- 정한헌 : 허정일 역 - 샹그릴라 요양원 원장
- 홍소희 : 신희수 역 - 요양원 호스피스 (아역 최민서)
- 양지선
- 권홍석 : 박인성 역 - 피의자
- 박기선 : 이동원 역 - 피해자
- 강문경 : 요양원 환자 역
- 방인혜 : 요양원 환자 역
- 이대승
- 엄태옥
- 김영철
- 유영복
- 박경찬
- 박재정 : 박종민 역
- 김가은 : 윤소정 역 - 박종민의 여자친구
- 김민승 : 교도관 역
- 여운복 : 공장장 역
- 정호영
- 박정환
- 서상욱
- 김호진
- 황석하
- 김은경
- 홍승일
- 강성철
- 박경순 : 김영복 역
- 김현 : 김홍녀 역 (아역 김민아)
- 전일범 : 사망한 김영복의 집에 찾아온 이웃 주민 역
- 김지연
- 정종훈
- 장루비
- 안훈
- 손영순 : 폐지 줍는 할머니 역
- 이은석
- 김나무 : 김대홍의 초등학교 선생님 역
- 임효순
- 정준원 : 우람 역(아역 홍은택) - 김홍녀의 아들
- 조철훈
- 박그리나 : 유경 역
- 최영신 : 나주현 역
- 한길주
- 하윤채
- 정은찬
- 유민희
- 박예주
- 방용환
- 신귀식 : 이명관 역
- 경규원 : 이한준 역 - 이명관의 첫째 아들
- 김정호 : 공민환 역 - 이명관 의원의 운전기사
- 신유정 : 서명자 역 - 이명관네 가사도우미
- 알렉산더 : 이한서 역 - 이명관의 둘째 아들 (입양)
- 오성수 : 정진수 역 - 이명관 의원의 주치의
- 박유승 : 박홍석 역 - 이명관 의원의 변호사
- 김채영
- 김화현
- 안재영
- 양온유
- 이정진
- 김서경
- 하덕성 : 최경만 역 - 최정미의 아버지
- 진모 : 고충만 역 - 마약 공급책, 일명 만수동 스프레이
- 김태훈
- 현서
- 오택근
- 김하정 : 유흥업소 사장 역
- 박정민
- 김정우
- 유재명 : 의사 역
- 선우슬기 : 최정미 역(아역 이유미) - 유흥업소 종업원
- 박상민
- 박윤남
- 민초아
- 김복남
- 김선화 : 사이비 교회 목사 역
- 양은용 : 노경주 역 - 하은과 하영의 어머니
- 엄옥란 : 정미자 역 - 하영네 가사도우미
- 조남희 : 사이비 신도 역
- 김연정
- 전형재 : 하은과 하영의 아버지 역
- 김성연
- 남태현
- 박민지 : 유하은 역 (아역 김보미)
- 이재인 : 유하영 역 - 하은의 동생
- 이주실 : 박상준의 할머니 역
- 이지하 : 박상준의 어머니 역
- 권민 : 조완호(안톤) 역 - 펀드매니저
- 박수민
- 박은하
- 오동현
- 김용헌
- 이무녕
- 김경태
- 강빛 : 박상준 역
- 김현재
- 안현준
- 정영기 : 진성욱 역 (아역 서재경)
- 이아주
- 조덕제 : 주동석 역
- 김훈호 : 안창현 역
- 유준원
- 김혜숙 : 서상린(로마) 역
- 김종필
- 최희열 : 의사 역
- 지상혁
- 최성재
- 조율
- 김도형
- 허성태 : 장기밀매업자 역
- 구용완 : 장기밀매업 장기적출 의사 역
- 홍가은 : 진성욱의 동생 역
- 고경표 : 서인각 역
- 최아라 : 도채경(제이나) 역
- 송상현
- 임재민
- 홍정욱

### 특별출연
- 남윤정 : 박금주 역 - 최규석의 어머니 (1화)
- 이현경 : 최규희 역 - 최규석의 누나 (1화)
- 박형준 : 요양원 주치의 역 (2화)
- 이병욱 : 김대홍 역(아역 문정현) (4화)
- 에이미 : 카페 손님 역 (11화)

### 우정출연
- 윤주희 : 강경희 역 (1화/12화)
- 안용준 : 정하윤 역 (1화)
- 이설희 : 민지율 역 (5화)

## 회차별 부제와 희귀난치성질환명
| 2012년 | 2012년    | 2012년                   | 2012년                                     |
| 회차   | 방송 일자 | 제목                     | 희귀질환명                                 |
| ------ | --------- | ------------------------ | ------------------------------------------ |
| 1회    | 5월 20일  | 미확인 생명체            | 관절이완 및 협지형 척추골단골간단이형성증  |
| 2회    | 5월 27일  | 호스피스                 | 베체트병                                   |
| 3회    | 6월 3일   | CRPS                     | 복합부위 통증 증후군 (CRPS)                |
| 4회    | 6월 10일  | 지옥도                   | 하이랜더 증후군                            |
| 5회    | 6월 17일  | 데스마스크               | 루푸스 (Systemic Lupus Erythematosus)      |
| 6회    | 6월 24일  | 이명관 의원 살인사건     | 클라인 레빈 증후군 (Kleine-Levin syndrome) |
| 7회    | 7월 1일   | Toxic Drama              | 지틀만 증후군                              |
| 8회    | 7월 8일   | 원귀                     | 라포라 병                                  |
| 9회    | 7월 15일  | 한진우 신드롬            | 멜라스 증후군                              |
| 10회   | 7월 22일  | 시냅스                   | 아급성 연합성 척수 변성증                  |
| 11회   | 7월 29일  | 팬텀 인 더 브레인 1, 2부 | 코타르 증후군                              |
| 12회   | 8월 12일  | 팬텀 인 더 브레인 1, 2부 | 코타르 증후군                              |

## OST

### Part. 1
| #  | 제목             | 작사   | 작곡   | 가수   | 재생 시간 |
| -- | ---------------- | ------ | ------ | ------ | --------- |
| 1. | 〈위로〉         | 백은우 | 백은우 | 이건율 |           |
| 2. | 〈위로 (Inst.)〉 |        | 백은우 |        |           |

### Part. 2
| #  | 제목             | 작사   | 작곡   | 가수 | 재생 시간 |
| -- | ---------------- | ------ | ------ | ---- | --------- |
| 1. | 〈비밀〉         | 이병윤 | 정준혁 | 홀린 |           |
| 2. | 〈비밀 (Inst.)〉 |        | 정준혁 |      |           |

### Part. 3
| #  | 제목                 | 작사   | 작곡   | 가수   | 재생 시간 |
| -- | -------------------- | ------ | ------ | ------ | --------- |
| 1. | 〈트라우마〉         | 백은우 | 백은우 | 백한별 |           |
| 2. | 〈트라우마 (Inst.)〉 |        | 백은우 |        |           |